# George MacDonald (Numismatiker)
Sir George MacDonald KCB (* 30. Januar 1862 in Elgin; † 9. August 1940 in Edinburgh) war ein schottischer Numismatiker und Archäologe.

## Leben

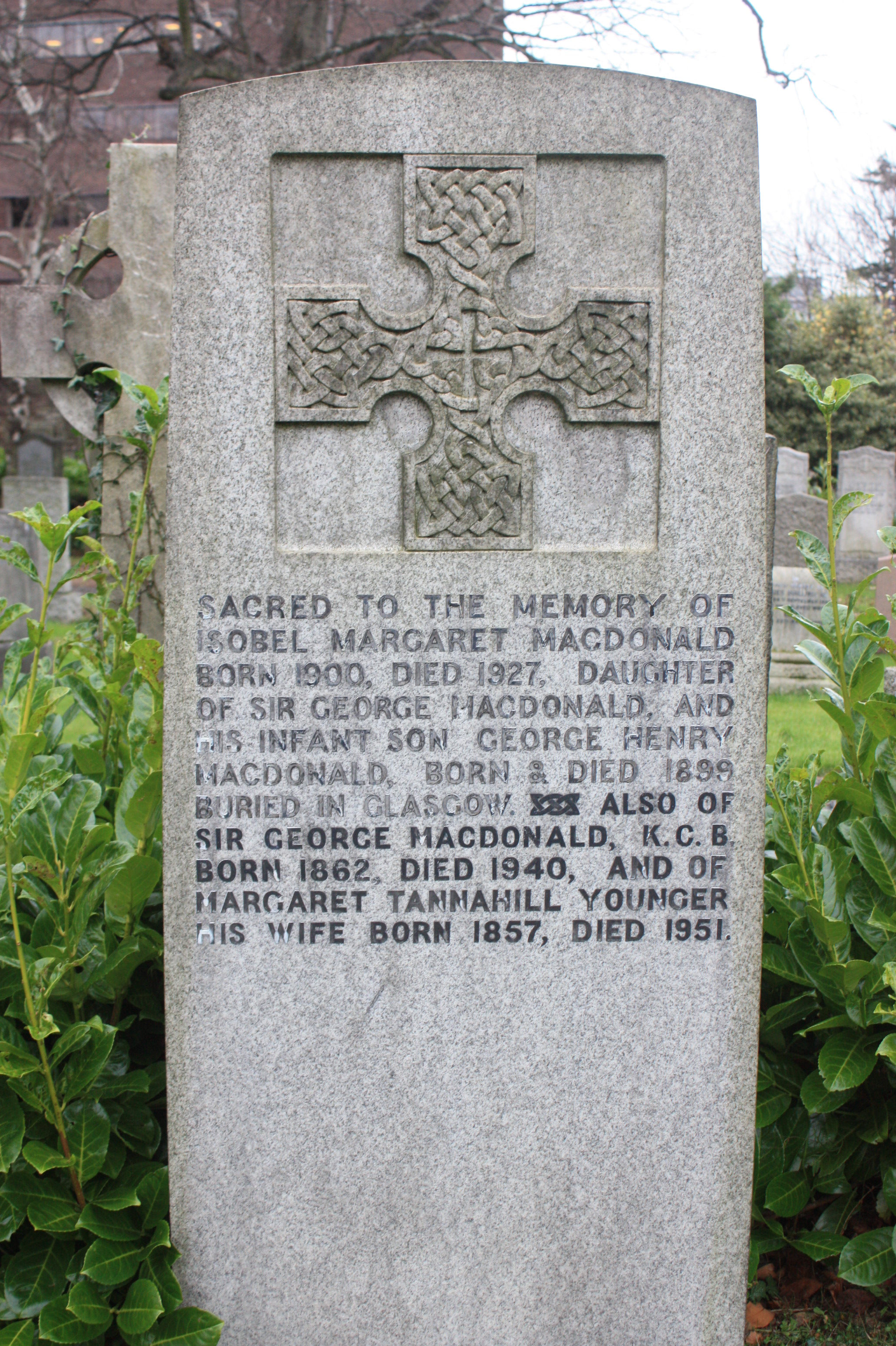
Grabstätte auf dem Dean Cemetery in Edinburgh

George MacDonald besuchte die Ayr Academy, die sein Vater, der bekannte Archäologe und Epigraphiker James MacDonald, von 1862 bis 1883 als Rektor leitete. Von 1878 bis 1882 studierte George MacDonald an der University of Edinburgh Altertumswissenschaften. Anschließend vertiefte er seine Studien am Balliol College der University of Oxford, wo er 1885 und 1887 First Class Degrees in den Fächern Classical Moderation und Literae Humaniores erwarb. Nach dem Studium unterrichtete MacDonald zunächst an der Kelvinside Academy in Glasgow, an der sein Vater seit 1883 Rektor war.
1892 wechselte MacDonald an die University of Glasgow, wo ihn Gilbert Murray als Senior Assistant gewonnen hatte. Während dieser Zeit trat MacDonald auch mit dem Hunterian Museum in Verbindung. Dort erstellte er in jahrelanger Arbeit einen Katalog der antiken Münzbestände, der von 1899 bis 1905 in drei Bänden erschien und sein wissenschaftliches Ansehen begründete. Das Museum ernannte ihn daraufhin 1905 zum Kurator ehrenhalber auf Lebenszeit. Die Académie des Inscriptions et Belles-Lettres zeichnete ihn für das Werk 1907 mit dem Prix Allier de Hauteroche aus.
MacDonald widmete sich auch der archäologischen und topographischen Erforschung Britanniens. Gemeinsam mit Alexander Park leitete er die Ausgrabungen des römischen Kastells in Bar Hill (1902), deren Ergebnisse 1906 veröffentlicht wurden. Es folgten 1910 Kampagnen am Antoninuswall. MacDonald zählte gemeinsam mit seinem Freund Francis John Haverfield zu den führenden Experten für das römische Britannien.
Infolge seiner Anerkennung erhielt MacDonald 1904 eine Stelle im Scots Education Department, wo er im Laufe der Jahre zum Ständigen Sekretär (1922–1928) aufstieg. Seine wissenschaftliche Arbeit setzte er fort: Er hielt Vorlesungen an der University of Glasgow, veröffentlichte Studien zur Topographie und Numismatik des römischen Britannien (sowie über 200 Artikel für die Realenzyklopädie der klassischen Altertumswissenschaft) und engagierte sich in der Society for the Promotion of Roman Studies (Präsident 1921–1926), der Society of Antiquaries of Scotland (Präsident 1933–1940) und der Royal Numismatic Society (Präsident 1935–1936). Er war ordentliches Mitglied der British Academy, der Römisch-Germanischen Kommission und des Deutschen Archäologischen Instituts (seit 1928), korrespondierendes Mitglied der Preußischen Akademie der Wissenschaften (seit 1931) sowie Ehrenmitglied (Honorary Fellow) der Royal Society of Edinburgh (seit 1933). MacDonald erhielt Ehrendoktortitel der Universitäten zu Glasgow, Edinburgh, Oxford und Cambridge und wurde 1927 zum Knight Commander des Order of the Bath geschlagen.

## Schriften (Auswahl)
- Catalogue of Greek Coins in the Hunterian Collection. University of Glasgow. 3 Bände. MacLehose and Sons, Glasgow 1899–1905;
  - Band 1: Italy, Sicily, Macedon, Thrace, and Thessaly. 1899, (Digitalisat);
  - Band 2: North Western Greece, Central Greece, Southern Greece, and Asia minor. 1901, (Digitalisat);
  - Band 3: Further Asia, Northern Africa, Western Europe. 1905, (Digitalisat).
- Coin Types. Their Origin and Development (= The Rhind Lectures. 1904, ZDB-ID 1035191-7). MacLehose and Sons, Glasgow 1905, (Digitalisat).
- mit Alexander Park: The Roman Forts on the Bar Hill. Dumbartonshire. With a Note on the Architectural Details by Thomas Ross. MacLehose and Sons, Glasgow 1906, (Digitalisat).
- The Roman Wall in Scotland. MacLehose and Sons, Glasgow 1911, (Digitalisat; 2nd, edition revised, enlarged, and in great part rewritten. Clarendon Press, Oxford 1934).
- The Evolution of Coinage. Cambridge University Press, Cambridge 1916, (Digitalisat).
- The Silver Coinage of Crete. A Metrological Note. In: Proceedings of the British Academy. 9, 1919, ISSN 0068-1202, S. 289–317, (Sonderabdruck: British Academy, London 1919, Digitalisat).
- als Herausgeber: Francis John Haverfield: The Roman Occupation of Britain. Being six Ford Lectures. Now revised. With a Notice of Haverfield's Life and a List of his Writings. Clarendon Press, Oxford 1924.
- Forschungen im römischen Britannien 1914–1928. In: Bericht der Römisch-Germanischen Kommission. 19, 1929, S. 1–85, doi:10.11588/berrgk.1930.0.33419.
- Roman Britain 1914–1928 (= British Academy. Supplemental Papers. 6, ZDB-ID 433299-4). Milford, London 1931.
- The Hunterian Coin Cabinet. Being the Third Lecture on the David Muray Foundation in the University of Glasgow, delivered on May 24th, 1933 (= Glasgow University Publications. 29 = Lecture on the David Murray Foundation in the University of Glasgow. 3, ZDB-ID 1211044-9). Jackson u. a., Glasgow 1933.